# Ел Прогресо (град)
Ел Прогресо е град в департамент Йоро, Хондурас. Основан през 1892 г. Към 2013 г. населението е 114 934 жители (по данни от 2013 г.), а площта му е 547,5 кв. км. Кмет е Александър Лопес.

## Географско разположение
Градът е разположен в долината Сула, на брега на река Улуа на важен кръстопът, водещ към всички големи градове – Сан Педро Сула, Ла Сейба и столицата Тегусигалпа. Западно от Ел Прогресо се намират международно летище „Рамон Вийеда Моралес“ и най-големият град в Хондурас, Сан Педро Сула.

## История
Основан е в края на XI век под името „Санта Мария де Канаан дел Рио Пело“. Стратегическото му положение, както и бързото развитие на населението, инфраструктурата и икономиката на селището определят и новото му име – Ел Прогресо. Друга теория за произхода на града е свързана с Хуан Блас Тобиас. Той е виден гражданин от онова време, чийто произход е от град Ел Прогресо, Юкатан в Мексико.

## Мико Кемадо (Изгорялата маймуна)
Планинският хребет Мико Кемадо е най-известното място на града. Намира се източно от Ел Прогресо, и западно от долината на река Сула. Повече от 280 км² площ на това място е защитена територия от правителството на Хондурас. За обезпечаванане на екологията и защитата на екосистемата в която се намират богата флора и фауна, на тази територия е създаден Национален парк.

## Икономика
Развито е земеделието. Произвеждат се палмово олио и текстилени изделия, отглеждат се банани, зеленчуци и добитък.